# Opvulregel
De opvulregel was een regel in de Belgische en later Vlaamse wetgeving inzake ruimtelijke ordening. De opvulregel liet in niet-woonzones toe om de vrije ruimte tussen twee gebouwen die op minder dan 70 meter van elkaar stonden, te bebouwen. Als gevolg van de regel, werd de lintbebouwing van het Belgische landschap sterk in de hand gewerkt. 
Het Koninklijk Besluit van 28 december 1972 bepaalde dat zowel voor bestaande als voor nieuwe woningen, bouwwerken toegestaan werden binnen een huizengroep aan dezelfde kant van de openbare weg (die geen aardeweg was en die voldoende uitgerust was) zelfs als de woning gelegen was op plaatsen waar normaal een bouwverbod gold. De goede ruimtelijke ordening mocht ook niet geschaad worden. Deze regel werd gespecifieerd en versoepeld in het Koninklijk Besluit van 13 december 1978, dat bepaalde dat een vrije plaats van minder dan 70 meter tussen de twee minst van elkaar verwijderde huizen mocht worden opgevuld. Dit werd in de praktijk zeer breed opgevat. Deze regel was bepalend voor het uitzicht van het landschap buiten stedelijke kernen in België.
De regel werd verstrengd en uiteindelijk afgeschaft door Vlaamse decreten van 1993 en 1994.